# Genea tenera
Genea tenera là một loài ruồi trong họ Tachinidae.